# أوستين إلدون كنولتون
أوستين إلدون كنولتون (بالإنجليزية: Austin Eldon Knowlton)‏ هو مهندس معماري أمريكي، ولد في 23 يوليو 1909، وتوفي في 25 يونيو 2003.